# Сергеј Апарин
Сергеј Апарин (1961) српски и руски је сликар и вајар.

## Биографија
Дипломирао је сликарство 1981. године на Институту за уметност у Вороњежу у Русији.
Од 1981. до 1991. године учествовао је на групним изложбама младих уметника у Санкт Петербургу Кијеву и Москви. Од 1991. године, на наше велико изненађење и задовољство, живи и ради у Београду. Своје крајње необичне и интересантне радове излагао је у Земуну, Београду, Нишу, Будви, Херцег Новом и на Светом Стефану.
Апарин живи и ствара у атељеу у Земуну.

## Стваралаштво
Стваралаштво му је подељено у неколико фаза
- Музика сфера ( La musique des spheres )  1993−1997.
- Локо лаудато ( Loco laudato )  1998−1999.
- Између времена ( Between  time )  2000−2003.
- Кроз универзум ( Across the universe ) 2003−2004.
- Савремени радови 2005−

### Изложбе радова
- 1993 - Стара Капетанија, Земун, Србија
- 1995 - Арт експо Изложба, Будимпешта, Мађарска
- 1997 - Галерија Југословенске Уметности, Београд. Србија
- 1999 - Форум Галерија, Фрајбур, Швајцарска
- 2002 - Ам Хоф Галерија, Цуг, Швајцарска
- 2003 - Артистичка Асоцијација, Вороњеж, Русија
- 2004 - Свети Стефан Галерија, Свети Стефан, Црна Гора
- 2005 - Интерарт Галерија, Њујорк, САД
- 2006 - Арт Поинт Галерија, Београд, Србија
- 2015 - Галерија Плексус, Монтре, Француска